# Прикубанский (Прикубанское сельское поселение)
Прикубанский — хутор в Славянском районе Краснодарского края.
Административный центр Прикубанского сельского поселения.

## География
Расположен на берегу реки Кубань.

### Улицы
| - ул. Железнодорожная, - ул. Зелёная, - ул. Комсомольская, - ул. Крымская, - ул. Кубанская, - ул. Мира, - ул. Молодёжная, - ул. Набережная, - ул. Первомайская, - ул. Пионерская, | - ул. Победы, - ул. Подстанция, - ул. Раздольная, - ул. Речная, - ул. Садовая, - ул. Степная, - ул. Троицкая, - ул. Урожайная, - ул. Цветочная, - ул. Южная. |

## История
Хутор Прикубанский начал заселяться казаками и иногородними в XIX веке, когда в окрестностях станиц земель уже не хватало. Здесь разводили сады, занимались животноводством и ловлей рыбы.

## Социальная сфера
Хутор благоустроен, газифицирован, есть центральный водопровод. Имеется амбулатория и отделение «Сбербанка».
В Прикубанском есть детский сад, общеобразовательная школа, в которой обучается 155 учеников, 9 классов-комплектов. Функционируют кружки, спортивные секции (бокс, футбол, борьба). Построен новый спортивный зал, отвечающий всем современным требованиям, детская игровая площадка.

## Население
| 2002 | 2010  |
| ---- | ----- |
| 1507 | ↗1570 |